# La flor de la mafia
La flor de la mafia es una película de Argentina filmada en Eastmancolor dirigida por Hugo Moser según su propio guion que se estrenó el 21 de marzo de 1974 y que tuvo como actores principales a Zulma Faiad, Federico Luppi, Rodolfo Ranni y Aldo Barbero.

## Sinopsis
Un influyente jefe mafioso y una estrella de cabaret se unen para aumentar su poder.

## Reparto
Colaboraron en la película los siguientes intérpretes.
- Zulma Faiad … Sandra
- Federico Luppi … Luis Alterio
- Rodolfo Ranni … Miguel
- Aldo Barbero … Alfredo
- Onofre Lovero … André
- Víctor Hugo Vieyra … Enrique
- Alfredo Duarte
- Carlos Muñoz … Dr. Villasoro
- Susana Freyre … Natalia
- Daniel Guerrero … Gustavo Guzmán
- Hilda Bernard … Sra. Villasoro
- Rodolfo Machado … Rotters
- Max Berliner … Abogado
- Leopoldo Verona … Dr. Queirolo
- Sina Malden
- Jorge Martínez
- Nora Kaleka … Hija de Luis
- Guadalupe … Mujer de Enrique
- María Noel
- Olga Enhart
- María Marcheto
- Cristina Ayos
- Enzo Bai … Homosexual 2
- Roberto Carnaghi … Homosexual 1
- Willy Ruano … Luisito
- Mario Pocoví … Jefe de redacción
- Inés Murray … Mujer en procesión
- Cayetano Biondo ...Hombre 1 en procesión
- Carlos Cotto … Hombre 2 en procesión
- David Llewellyn
- Mario Luciani
- Meme Vigo
- Alfredo Zemma
- Fernando Lewiz
- Ilona Lorant
- Joaquín Piñón

## Comentarios
La Prensa escribió:

”El lenguaje cinematográfico de Moser es demasiado directo, con escasa economía de medios expresivos, y no pocas reiteraciones. Sobran diálogos, algunos de ellos de marcado efectismo.”

El Cronista Comercial dijo:

”Mafia a la argentina…Algunos aciertos importantes.”

Manrupe y Portela escriben:

”La moda desatada por El padrino ( /The Godfather, Francis Ford Coppola, Estados Unidos, 1972) se reflejó en varios títulos argentinos. En este híbrido entre comedia y policial que nunca termina de definirse, moser explotó el perfil erótico de la protagonista, en busca de sensacionalismo y espectadores. Cargado de personaje estereotipados, canciones insufribles y hasta mensajes prodemocráticos y anticorrupción a tono con la época.”